# Petecchia (medicina)
La petecchia è una macchia cutanea di piccole dimensioni, di forma irregolarmente circolare e di colore rosso vivo, determinata da emorragie circoscritte, visibili per trasparenza sotto l'epidermide. Con il passare del tempo le petecchie cambiano colore, diventando dapprima giallo-verdastre e poi giallo-brune per le modificazioni chimiche subite dall'emoglobina, e scompaiono in 7-8 giorni. La comparsa di numerose petecchie disseminate sulla superficie corporea viene definita porpora e costituisce la manifestazione caratteristica di diverse malattie del sangue, e di alterazioni dei vasi capillari. In particolari stati patologici, come nell'endocardite infettiva, possono apparire nella sclera.